# آزی-لو-ریدو
آزی-لو-ریدو (به فرانسوی: Azay-le-Rideau) یک کمون در فرانسه است که در canton of Azay-le-Rideau واقع شده‌است. آزی-لو-ریدو ۲۷٫۳۴ کیلومتر مربع مساحت دارد ۴۵ متر بالاتر از سطح دریا واقع شده‌است.

## خواهرخوانده
شهر Nisa خواهرخواندهٔ آزی-لو-ریدو هست.